# Trofeo Teresa Herrera
Il Trofeo Teresa Herrera è un torneo calcistico amichevole che si disputa annualmente dal 1946 alla Coruña, in Spagna.
Intitolato a Teresa Herrera, benefattrice e filantropa vissuta alla Coruña nel XVIII secolo, il torneo vede la squadra cittadina, il Deportivo La Coruña, sfidare un'altra compagine europea.
Il torneo si svolge in gara secca nell'impianto del Riazor, stadio di casa del Deportivo.

## Albo d'oro
| Edizione | Anno | Primo posto         | Secondo posto                           | Altre partecipanti                  |
| I        | 1946 | Siviglia            | Athletic Bilbao                         | -                                   |
| II       | 1947 | Athletic Bilbao     | Vasco da Gama                           | -                                   |
| III      | 1948 | Barcellona          | Porto                                   | -                                   |
| IV       | 1949 | Real Madrid         | RC France                               | -                                   |
| V        | 1950 | Lazio               | Atlético Madrid                         | -                                   |
| VI       | 1951 | Barcellona          | Young Boys                              | -                                   |
| VII      | 1952 | Valencia            | Roubaix-Tourcoing                       | -                                   |
| VIII     | 1953 | Real Madrid         | Tolosa                                  | -                                   |
| IX       | 1954 | Siviglia            | Helsingborg                             | -                                   |
| X        | 1955 | Deportivo La Coruña | Athletic Bilbao                         | -                                   |
| XI       | 1956 | Atlético Madrid     | Colonia                                 | -                                   |
| XII      | 1957 | Vasco da Gama       | Athletic Bilbao                         | -                                   |
| XIII     | 1958 | Nacional            | Flamengo                                | -                                   |
| XIV      | 1959 | Santos              | Botafogo                                | -                                   |
| XV       | 1960 | Siviglia            | Newcastle Utd                           | -                                   |
| XVI      | 1961 | Sporting Lisbona    | Stade Reims                             | -                                   |
| XVII     | 1962 | Deportivo La Coruña | Benfica                                 | -                                   |
| XVIII    | 1963 | Monaco              | Vasco da Gama                           | -                                   |
| XIX      | 1964 | Deportivo La Coruña | Sporting Lisbona                        | Porto / Roma                        |
| XX       | 1965 | Atlético Madrid     | Vitória Setúbal                         | -                                   |
| XXI      | 1966 | Real Madrid         | Deportivo La Coruña                     | Corinthians                         |
| XXII     | 1967 | Racing Ferrol       | Celta Vigo                              | -                                   |
| XXIII    | 1968 | Vitória Setúbal     | Rapid Vienna                            | -                                   |
| XXIV     | 1969 | Deportivo La Coruña | Nacional                                | Charleroi / Bayern Monaco           |
| XXV      | 1970 | Ferencváros         | San Lorenzo                             | -                                   |
| XXVI     | 1971 | Stella Rossa        | Deportivo La Coruña                     | -                                   |
| XXVII    | 1972 | Barcellona          | ADO Den Haag                            | -                                   |
| XXVIII   | 1973 | Atlético Madrid     | Spartak Trnava                          | Újpest / Ajax                       |
| XXIX     | 1974 | Peñarol             | Borussia M'gladbach                     | Barcellona / Atlético Madrid        |
| XXX      | 1975 | Peñarol             | Cruzeiro                                | Atlético Madrid / Stoke City        |
| XXXI     | 1976 | Real Madrid         | Cruzeiro                                | PSV / Peñarol                       |
| XXXII    | 1977 | Fluminense          | Dukla Praga                             | Real Madrid / Feyenoord             |
| XXXIII   | 1978 | Real Madrid         | Flamengo                                | Fluminense / Deportivo La Coruña    |
| XXXIV    | 1979 | Real Madrid         | Sporting Gijón                          | Honvéd / West Bromwich              |
| XXXV     | 1980 | Real Madrid         | Sporting Gijón                          | Porto / Flamengo                    |
| XXXVI    | 1981 | Dinamo Kiev         | Atlético Madrid                         | Barcellona / Deportivo La Coruña    |
| XXXVII   | 1982 | Dinamo Kiev         | Barcellona                              | Bayern Monaco / Internacional       |
| XXXVIII  | 1983 | Athletic Bilbao     | Peñarol                                 | Real Madrid / Dinamo Kiev           |
| XXXIX    | 1984 | Roma                | Vasco da Gama                           | Manchester Utd / Athletic Bilbao    |
| XL       | 1985 | Atlético Madrid     | Porto                                   | Fluminense / Real Madrid            |
| XLI      | 1986 | Atlético Madrid     | Santos                                  | Real Madrid / San Paolo             |
| XLII     | 1987 | Benfica             | Deportivo La Coruña                     | Sporting Gijón / Everton            |
| XLIII    | 1988 | PSV                 | Atlético Madrid                         | Liverpool / Real Sociedad           |
| XLIV     | 1989 | Bayern Monaco       | Steaua Bucarest                         | Real Madrid / PSV                   |
| XLV      | 1990 | Barcellona          | Benfica                                 | Bayern Monaco / Deportivo La Coruña |
| XLVI     | 1991 | Porto               | Deportivo La Coruña                     | Ajax / Real Madrid                  |
| XLVII    | 1992 | San Paolo           | Barcellona                              | Peñarol / Deportivo La Coruña       |
| XLVIII   | 1993 | Barcellona          | San Paolo                               | Deportivo La Coruña / Lazio         |
| XLIX     | 1994 | Real Madrid         | Deportivo La Coruña                     | Sampdoria / Porto                   |
| L        | 1995 | Deportivo La Coruña | Real Madrid                             | Benfica                             |
| LI       | 1996 | Botafogo            | Juventus                                | Deportivo La Coruña / Ajax          |
| LII      | 1997 | Deportivo La Coruña | PSV                                     | Atlético Madrid / Vasco da Gama     |
| LIII     | 1998 | Deportivo La Coruña | Lazio                                   | Real Madrid / Atlético Madrid       |
| LIV      | 1999 | Celta Vigo          | Boca Juniors                            | Corinthians / Deportivo La Coruña   |
| LV       | 2000 | Deportivo La Coruña | Lazio                                   | -                                   |
| LVI      | 2001 | Deportivo La Coruña | Real Madrid                             | Peñarol / Cruz Azul                 |
| LVII     | 2002 | Deportivo La Coruña | Cruz Azul                               | Atlético Madrid / Nacional          |
| LVIII    | 2003 | Deportivo La Coruña | América                                 | Nacional                            |
| LIX      | 2004 | Deportivo La Coruña | Atlético Madrid                         | Real Saragozza / Sporting Lisbona   |
| LX       | 2005 | Deportivo La Coruña | Nacional                                | Peñarol                             |
| LXI      | 2006 | Deportivo La Coruña | Milan                                   | Atlético Madrid / Nacional          |
| LXII     | 2007 | Deportivo La Coruña | Real Madrid                             | Belenenses / Atalanta               |
| LXIII    | 2008 | Deportivo La Coruña | Atlético Madrid                         | Cruz Azul / Sporting Gijón          |
| LXIV     | 2009 | Atlético Madrid     | Deportivo La Coruña                     | -                                   |
| LXV      | 2010 | Newcastle Utd       | Deportivo La Coruña                     | -                                   |
| LXVI     | 2011 | Siviglia            | Deportivo La Coruña                     | -                                   |
| LXVII    | 2012 | Deportivo La Coruña | Atlético Madrid                         | -                                   |
| LXVIII   | 2013 | Real Madrid         | Deportivo La Coruña                     | -                                   |
| LXIX     | 2014 | Deportivo La Coruña | Sporting Gijón                          | Sporting Lisbona / Nacional         |
| LXX      | 2015 | Deportivo La Coruña | Braga                                   | -                                   |
| LXXI     | 2016 | Deportivo La Coruña | Villarreal                              | -                                   |
| LXXII    | 2017 | Deportivo La Coruña | West Bromwich                           | -                                   |
| LXXIII   | 2018 | Athletic Bilbao     | Deportivo La Coruña                     | -                                   |
| LXXIV    | 2019 | Deportivo La Coruña | Betis                                   | -                                   |
| LXXV     | 2020 | Deportivo La Coruña | Combinado del Fútbol Aficionado Coruñés | -                                   |
| LXXVI    | 2021 | Ponferradina        | Deportivo La Coruña                     | -                                   |